# Arte Lounge
ARTE Lounge war ein monatliches Late-Night-Format, das von Studio.TV.Film produziert und unter dem Motto Classic goes Clubbing erstmals am 13. Mai 2007 bis 2014 auf Arte ausgestrahlt wurde.

## Inhalt
Die Sendung bricht als neues Unterhaltungsformat die festen Strukturen der Klassikszene auf, in dem sie klassische Weltstars wie auch Newcomer aus verschiedenen Genres wie Pop, Tanz und Performance in ihrem Programm kombiniert.

## Mitwirkende
Die Musikalische Leitung übernahmen in Folge 1 bis 27 der Konzertpianist Andreas Kern und ab Folge 28 der Stargeiger Daniel Hope. Moderatoren waren Alice Tumler, Daniel Hope, Yared Dibaba, Measha Brueggergosman, Elīna Garanča, Patrice Bouédibéla und Oceana. Weitere Mitwirkende wie David Kanisius, Mr. Maloke von den Puppetmastaz und andere standen den Moderatoren unterstützend zur Seite. Zu den Gästen gehörten über die fünf Staffeln Fauré Quartett, Sarah Chang, David Orlowsky Trio, Sol Gabetta, Ludovico Einaudi, Rufus Wainwright, Gentleman, Jan Vogler, Bonaparte, Peaches, Chilly Gonzales, Miss Platnum, Mocky, Barbara Schöneberger, Avi Avital, Martin Helmchen, Gábor Tarkövi, Giora Feidman, Pierre-Laurent Aimard, Alliage Quintett, Get Well Soon, Alexej Gerassimez, Jean-Yves Thibaudet, Asaf Avidan, Anne Sofie von Otter und viele mehr.

## Orte
Die Arte Lounge wird live mit Publikum in einem Berliner Club aufgezeichnet. Zu den Veranstaltungsorten gehörten bereits Maria am Ostbahnhof, Radialsystem V, Arena, Konzerthaus Berlin, Kesselhaus der Kulturbrauerei und der Catwalk Club in Barcelona.

## Auszeichnungen
Die Arte Lounge wurde im Jahr 2011 für den Grimme-Preis nominiert.